# دلک (غور)
دِلک (به لاتین: Delak) یک منطقهٔ مسکونی در افغانستان است که در ولسوالی دولت‌یار واقع شده‌است. دلک ۳٬۱۳۸ متر بالاتر از سطح دریا واقع شده‌است.